# Shepard-Skala

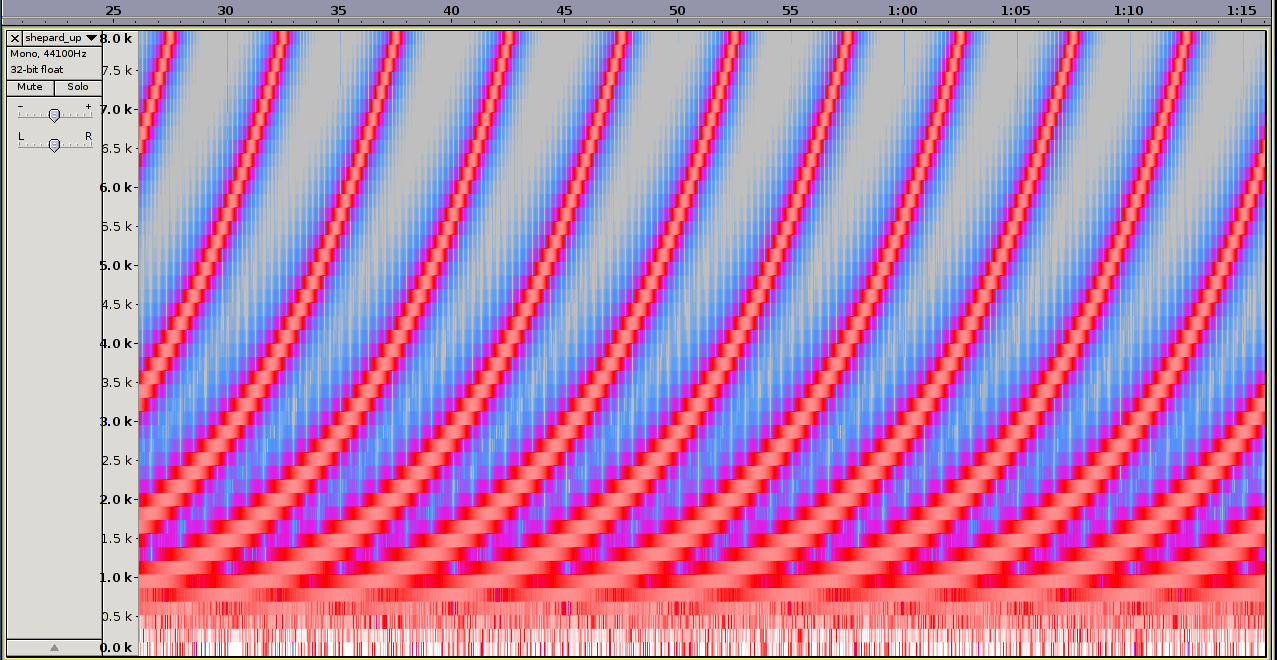
Spektrogramm einer aufsteigenden Shepard-Tonleiter (horizontal: Zeit, vertikal: Frequenz, orange-rot: laut, blau-weiß: leise, linear skaliert)

Die Shepard-Skala oder Shepard-Tonleiter, vorgestellt 1964 von dem Psychologen Roger N. Shepard, ist die Illusion einer unendlich ansteigenden oder abfallenden Tonleiter, die niemals die Grenze des eigenen Hörens übersteigt.
Erreicht wird dieser Effekt durch eine Anzahl verschiedener Sinustöne (meistens sind es mehr als acht), die in der Frequenz langsam ansteigen bzw. abnehmen und zyklisch untereinander durch ein langsames zeitlich versetztes An- und Abschwellen der Lautstärke ausgetauscht werden. Die Frequenzen der einzelnen Sinustöne liegen jeweils um eine Oktave auseinander und werden über einen beschränkten Frequenzbereich hinweg langsam parallel verschoben. Töne, die sich der Grenze des Frequenzbereichs nähern, werden ausgeblendet; für jeden Ton, der an einem Ende aus dem Frequenzbereich herausfällt, wird am anderen Ende ein neuer eingeblendet. Das Spektrum des entstehenden Klanges bekommt so praktisch eine unveränderliche glockenförmige Einhüllende, die von der Folge der Teiltöne durchlaufen wird.
Je nach Richtung der Frequenzverschiebung tritt dabei beim Zuhörer der Eindruck einer in der Tonhöhe laufend ansteigenden oder laufend abfallenden Tonfolge auf.
Findet die Frequenzveränderung in diskreten Tonschritten in Form von kurzen Klängen statt, die mit zeitlichem Abstand aufeinander folgen, spricht man von der Shepard-Skala. Werden die Teiltöne permanent gehalten und ihre Frequenzen kontinuierlich verändert, bezeichnet man den entstehenden Effekt nach dem Komponisten Jean-Claude Risset als Shepard-Risset-Glissando.
Das menschliche Hörempfinden kann durch das laufende zeitversetzte An- und Abschwellen der einzelnen Sinustöne nicht unterscheiden, welcher Ton die Grundfrequenz und welcher ein Oberton ist: Der Höreindruck wechselt dabei unmerklich zwischen Grund- und Oberwelle. Diese akustische Täuschung ist vergleichbar mit der optischen Täuschung bei einer Barber-Pole-Illusion, die sich je nach Drehrichtung scheinbar ewig nach unten oder oben bewegt.
Die Wahrnehmung der Shepard-Tonleiter basiert auf dem gestaltpsychologischen Gesetz der Nähe. Betrachtet man das Ganze anhand der Tonleiter, wird zum Beispiel ein Sprung von C zu Cis als steigender Halbtonschritt wahrgenommen, ein Sprung von C zu H hingegen als fallender Halbtonschritt. Mit zunehmender Größe der Intervalle verliert dieses Gesetz der Nähe an Intensität und gipfelt beim Tritonus in das Tritonus-Paradoxon.
Der ungarische Komponist György Ligeti ahmte den Effekt der Shepard-Skala in seiner Klavieretüde L’escalier du diable [Die Teufelsleiter] (Nr. 13 aus dem 2. Buch der Études pour piano [1988/94]) nach.
Ein der Shepard-Skala ähnlicher Effekt wird mit repetierenden Klangkronen in der Pfeifenorgel erreicht.

## Hörbeispiel
Eine Minute langes Shepard-Risset-Glissando mit scheinbar laufend tiefer werdendem Tonⓘ